# Secamone letouzeana
Secamone letouzeana là một loài thực vật có hoa trong họ La bố ma. Loài này được (H.Huber) Klack. mô tả khoa học đầu tiên năm 2001.